# کارتال
کارتال (ترکی استانبولی: Kartal) از ناحیه‌های قسمت آسیایی استانبول که در استان استانبول از ناحیه مرمره قرار گرفته‌است. طبق آخرین سرشماری به سال ۲۰۱۲ میلادی این ناحیه ۴۴۳٬۲۹۳ نفر جمعیت دارد.